# Coccodiniaceae
Coccodiniaceae is een familie van schimmels uit de orde Capnodiales. De familie is voor het eerst publiceert in 1918 door Franz Xaver Rudolf von Höhnel als de Coccodiniaceen. Deze naam voldeed echter niet aan de regels van de botanische nomenclatuur. In 1981 werd de familie door  O.E. Eriksson hernoemd naar Coccodiniaceae. De soorten uit deze familie komen wijd verspreid voor maar komen voornamelijk in tropische gebieden. 

## Geslachten
De familie bestaat uit de volgende vier geslachten:
- Bisbyopeltis
- Coccodinium
- Dennisiella
- Limacinula